# إيرنست فيرنر فون سيمنز
إيرنست فيرنر فون سيمنز (بالألمانية: Werner von Siemens)‏ (من 1816 إلى 1892)، عالم ومخترع رجل أعمال ألماني. تم إطلاق اسمه سيمنز (وحدة) سنة 1971 على المواصلة الكهربائية تكريما لاسمه وجهوده في هذا المجال ، كان له دور كبير كذلك في تطور صناعة البرقية عبر تأسيس شركة الاتصالات المعروفة سيمنز في برلين سنة 1847, قام بتصنيع أول مؤشر يعكس أداء المولد الكهربائي وجهاز البرقية.

## حياته الشخصية

### السنوات الأولى
ولد ارنست فيرنر سيمنس في Lenthe، اليوم جزء من Gehrden بالقرب من هانوفر، في مملكة هانوفر في الاتحاد الألماني، والطفل الرابع (أربعة عشر) من المزارع المستأجر من عائلة سيمنز، أسرة عريقة من جوسلار، وثقت منذ 1384. كان لديه شقيق كارل هاينريش فون سيمنز وكارل فيلهلم سيمنز، أبناء المسيحية فرديناند سيمنز (31 يوليو 1787 - 16 يناير 1840) وزوجته السيدة اليانور DEICHMANN (1792-8 يوليو 1839)

### السنوات الوسطى
بعد الانتهاء من المدرسة، ويقصد سيمنز للدراسة في Bauakademie برلين. ومع ذلك، نظرا لأن عائلته المثقلة بالديون، وبالتالي لا يمكن أن تحمل لدفع الرسوم الدراسية، وقال انه اختار الانضمام إلى مدرسة الأكاديمية العسكرية البروسية من المدفعية والهندسة، بين السنوات 1835-1838، بدلا من ذلك، حيث حصل على تدريب الضباط. وكان يعتقد سيمنز كجندي صالح، وتلقي ميداليات متنوعة، واختراع الألغام البحرية المشحونة كهربائيا، والتي كانت تستخدم لمكافحة الحصار الدنماركي كييل. عند عودته إلى المنزل من الحرب، على حد تعبيره عقله لاستخدامات أخرى. وكما هو معروف على نطاق العالم لمحاولاته في التقنيات المختلفة، واختار للعمل على اتقان التقنيات التي أنشئت بالفعل. في عام 1843 باع حقوق اختراعه الأول لElkington من برمنغهام. اخترع سيمنز التلغراف أن تستخدم إبرة للإشارة إلى الحرف الصحيح، بدلا من استخدام شفرة مورس. واستنادا إلى هذا الاختراع، أسس شركة Telegraphen-Bauanstalt فون سيمنز وHalske في 1 أكتوبر 1847، مع شركة اتخاذ الاحتلال من ورشة العمل في 12 أكتوبر تشرين الأول.
تم تدويل الشركة بعد وقت قصير من تأسيسها. واحد شقيق فيرنر ممثلة له في انكلترا (السير وليام سيمنز) وآخر في سان بطرسبرج، روسيا (كارل فون سيمنز)، كل اعتراف الكسب. وبعد مسيرته الصناعية، كان يعظم في عام 1888، لتصبح فيرنر فون سيمنز. تقاعد من شركته في عام 1890 وتوفي في عام 1892 في برلين.
الشركة، وأعاد كما سيمنز وHalske AG، سيمنز، Schuckertwerke و- منذ عام 1966 - وكان على رأس شركة سيمنز في وقت لاحق من قبل أخيه كارل، أبنائه أرنولد، ويلهلم، وكارل فريدريش، أحفاده هيرمان وارنست وحفيده بيتر فون سيمنز. شركة سيمنز هي واحدة من أكبر شركات electrotechnological في العالم. عائلة فون سيمنز لا تزال تملك 6٪ من أسهم الشركة (اعتبارا من 2013) وحاصل على مقعد في المجلس الإشرافي، كونها أكبر المساهمين.

### السنوات اللاحقة
تزوج مرتان وأنجب طفلين من كل زوجة.

## براءات الاختراع
- U.S. Patent 415٬577 — عداد الكهرباء (19 نوفمبر 1889)
- U.S. Patent 428٬290 — عداد الكهرباء (20 مايو 1890)
- U.S. Patent 520٬274 — خط السكة الحديدية الكهربائي (22 مايو 1894)
- U.S. Patent 601٬068 — طريقة استخراج الذهب من صخوره (22 مارس 1898)

## وصلات خارجية
- إيرنست فيرنر فون سيمنز على موقع الموسوعة البريطانية (الإنجليزية)
- إيرنست فيرنر فون سيمنز على موقع إن إن دي بي (الإنجليزية)